# 西山朋佳
西山 朋佳（にしやま ともか、1995年6月27日 - ）は、日本将棋連盟所属の女流棋士。伊藤博文七段門下。女流棋士番号は73。大阪府大阪狭山市出身。大阪学芸高等学校卒業、慶應義塾大学環境情報学部中退。西山静佳（囲碁棋士、関西棋院所属）は実姉。棋風は「豪腕」と呼ばれる。

## 棋歴

### 奨励会時代
父と姉（3学年上）の影響で将棋を始め、5歳の時から将棋教室に通った。子供の頃から、男性と将棋を指すことが多かったという。
10歳の時、後に師匠となる伊藤博文七段が、西山の自宅（大阪狭山市内）から程近い羽曳野市内に開設した将棋教室に入会した。
中学2年の時に研修会の入会試験を受け、8連勝と好成績を挙げたことで奨励会入りを意識した。
2009年8月、第30回全国中学生選抜将棋選手権大会・女子の部で優勝。
2009年11月8日、関西研修会に入会（B1クラス）。
2010年3月7日、中学2年で関西奨励会に入会（6級）。
2011年5月、里見香奈女流三冠（当時）の奨励会1級編入試験の対局相手となり、4級であった西山は香落ちの手合いで敗れた。
2014年1月、現行制度では女性として2人目・最年少の18歳7か月で初段に昇段。同年9月、女性として2人目・最年少の19歳2か月で二段に昇段。
2015年12月、女性として2人目・最年少の20歳5か月で三段に昇段。三段リーグには第59回（2016年度前期）から参加している。なお、三段リーグ参加の同期に藤井聡太がおり、藤井は最終局に勝利して1期抜けでプロ入りを決めたが、その最終局の相手が西山であった。
奨励会に所属する一方、女流棋戦にも参加し、2014年、第4期女流王座戦五番勝負でタイトル戦に初登場したが、加藤桃子女王に3連敗して敗退。2018年5月24日、第11期マイナビ女子オープン五番勝負第4局で加藤桃子女王に勝ち、3勝1敗でシリーズを制して初タイトル「女王」を獲得。女流棋士ではない奨励会員の女流タイトル獲得は加藤に続き2人目となる。

#### 2019年度
2019年5月22日、第12期マイナビ女子オープン五番勝負第4局で挑戦者の里見香奈女流四冠に勝ち、3勝1敗でシリーズを制して連覇。同年11月1日、第41期女流王将戦三番勝負第3局で里見香奈女流王将に勝ち、2勝1敗でシリーズを制して女流王将を獲得し、女流二冠となった。同年12月4日、第9期女流王座戦五番勝負第4局で里見香奈女流王座に勝ち、3勝1敗でシリーズを制して女流王座を獲得し、女流三冠となると同時に、女流棋士ではない女性奨励会員が獲得可能な3つの女流タイトル（女王・女流王座・女流王将）を独占した。
2020年3月7日、第66回三段リーグ最終日を12勝4敗で迎え、女性初の四段昇段の可能性を残していた。西山は最終日の2局を連勝して最終成績を14勝4敗としたが、谷合廣紀・服部慎一郎・西山の3名が14勝4敗で並び、前期の成績によって決まる順位の差により谷合と服部の2名が四段昇段、西山は次点となって昇段を逸した。2024年9月の時点まで、三段リーグには3人の女性が入ったが、四段への昇段者はゼロで、次点の成績を挙げたのは西山ただ一人である。

#### 2020年度
4月1日、第34期竜王戦で長谷部浩平に勝利し女性で初めて6組ランキング戦ベスト4に入った。
6月3日、第13期マイナビ女子オープン五番勝負第5局で挑戦者の加藤桃子に勝ち、3勝2敗でシリーズを制して3連覇。
7月30日、第92期棋聖戦の1次予選決勝で北島忠雄に勝利し、棋戦で女性で初めて1次予選を突破した。
9月26日、前期三段リーグ戦で次点を取ったことにより順位1位で臨んだ第67回奨励会三段リーグ戦だったが、終盤の8連敗が響き、7勝11敗に終わった。
10月30日、第42期霧島酒造杯女流王将戦第3局で室谷由紀に勝利し、2勝1敗で防衛を果たした。
12月14日、最終局までもつれ込んだ第10期リコー杯女流王座戦第5局で挑戦者の里見香奈女流四冠を破り、3勝2敗で防衛を果たした。
2021年1月の第92期ヒューリック杯棋聖戦に女流棋士枠で参加すると、棋士以外としておよび女性として初の一次予選突破を果たした。二次予選では初戦の準決勝を勝利したものの、決勝で屋敷伸之九段に敗れ、本戦進出はならなかった。
3月6日、第68回奨励会三段リーグ戦の最終戦を勝利で終えたものの、終盤の6連敗が響き、9勝9敗に終わった。
3月24日、第34期竜王戦6組ランキング戦で小山怜央アマに敗れ、ベスト4入りはならなかった。
4月1日、奨励会を退会。

### 女流棋士時代

#### 2021年度
2021年4月1日、奨励会の年齢制限を前にして、奨励会を退会して女流棋士（東京所属）に転向することを明らかにした。同日、女流棋士への資格申請書を連盟に提出した。奨励会三段であった西山は、奨励会規定「奨励会2級以上で退会の場合は、退会時の段級位でそのまま女流棋士の資格を得る」により、2021年4月1日付で女流三段となった。
同年6月1日、第14期マイナビ女子オープン五番勝負第5局で挑戦者の伊藤沙恵に勝利。3勝2敗でシリーズを制して4連覇。女流棋士転向後のタイトル獲得により、2021年6月1日付で連盟正会員となった。
同年7月9日、第1期ヒューリック杯白玲戦の順位決定リーグ・順位決定トーナメントを勝ち抜き、渡部愛との七番勝負を決定した。
同年10月16日、第1期ヒューリック杯白玲戦七番勝負第4局で渡部愛に勝利。4勝0敗のストレートでシリーズを制し、初代白玲となった。

#### 2022年度
2022年6月13日、第15期マイナビ女子オープン五番勝負第5局で挑戦者の里見香奈に勝利し、3勝2敗で女王のタイトル防衛を果たす。あわせて、女王のタイトル5連覇により「永世女王」の資格を得た。同女流棋戦で永世称号の資格獲得したのは西山が初。また、女流棋士転向後「タイトル3期」（白玲1期、女王2期）の規定を満たし、同日付で女流四段に昇段した。
2023年2月24日、第49期岡田美術館杯女流名人戦で、伊藤沙恵女流名人に勝利し、女流名人の座についた。

#### 2023年度
10月4日、第17回朝日杯将棋オープン戦一次予選決勝でこの年棋聖戦と王位戦のダブルタイトル挑戦をした佐々木大地を破り、女流棋士として初の一次予選突破を果たした。西山は、一次予選決勝での勝利で「棋士公式棋戦の通算成績」を36勝35敗（奨励会時代からの通算成績）と勝ち越した。
10月17日、霧島酒造杯第45期女流王将戦第2局で香川愛生女流四段に勝利し、2勝0敗でタイトル防衛。また、女流棋士転向後「タイトル7期」の規定を満たし、同日付で女流五段に昇段した。
10月28日、第3期ヒューリック杯白玲戦七番勝負第7局で福間香奈（当時、旧姓里見として活動）に勝利。4勝3敗で白玲を2期ぶりに獲得。
11月、第31期倉敷藤花戦三番勝負で福間香奈（当時、旧姓里見として活動）に挑戦するが0勝2敗で敗退。
2024年2月25日、第50期女流名人戦五番勝負で福間香奈に1勝3敗で敗れ女流名人を失冠、女流三冠に後退。

#### 2024年度
2024年5月12日、第17期マイナビ女子オープン五番勝負で挑戦者の大島綾華女流二段を3勝0敗で退け、女王のタイトルを7期連続獲得。
2024年7月4日、第18回朝日杯将棋オープン戦での勝利により「棋士編入試験」受験資格を獲得、受験する意向を表明（詳細は別項）。
2024年8月からは福間香奈女流五冠が挑戦者となった第4期白玲戦七番勝負が開幕。10月には同じく西山女流王将が福間挑戦者の挑戦を受ける第46期女流王将戦三番勝負、西山挑戦者が福間女流王座に挑む第14期女流王座戦五番勝負がそれぞれ開始となったが、西山自身の体調不良、対局相手の福間香奈女流五冠の懐妊に伴う体調不良および同年11月からの産休が重なり、日程変更・タイトル戦の不戦などが相次ぐ異例のタイトル戦となった（詳細は別項）。

#### 異例のタイトル戦シリーズ
2024年9月以降のタイトル戦は諸々の事情により、例年とは異なる異例のシリーズとなった。
- 8月30日、第4期白玲戦七番勝負が開幕。

- 9月28日、この日予定していた白玲戦第4局（金沢対局）において西山の体調不良（新型コロナウイルスの罹患）により、この第4局を延期（金沢対局は中止）、当初の第5局（10月12日・京都対局）を第4局として以降の日程を同様にスライドし、第6局（当初の第7局）後に新規日程を追加することになった。

- 10月4日、懐妊中の福間が11月中旬から約3か月間休場することを公表。この休場により第14期女流王座戦五番勝負は10月23日の第1局で開幕したのち、福間女流王座の休場期間を挟み、休場明けの2025年2月に五番勝負第2局を実施するという、異例の五番勝負日程となった。

- 10月5日、第46期女流王将戦三番勝負が開幕。この日の第1局は挑戦者・福間女流五冠が西山に勝利（三番勝負 西山の0勝1敗）、女流王将奪取まであと1勝とした。

- 10月12日、白玲戦七番勝負第4局（京都対局、当初の第5局）で西山白玲が挑戦者・福間女流五冠に勝利（七番勝負 西山の2勝2敗）。この日までに、白玲戦七番勝負第7局（追加日程）を10月30日とすることに決定。

- 10月15日、女流王将戦三番勝負第2局（将棋会館）において、当日朝に挑戦者・福間女流五冠から体調不良による対局辞退の申し出があり不戦敗となった（三番勝負 西山の1勝1敗）。女流タイトル戦番勝負での不戦敗は史上初の出来事となった。

- 10月19日、白玲戦七番勝負第5局（札幌対局、当初の第6局）において、挑戦者・福間女流五冠から体調不良による対局辞退の申し出があり不戦敗となった（七番勝負 西山の3勝2敗）。

- 10月23日、第14期女流王座戦五番勝負第1局（将棋会館）で福間女流王座が挑戦者・西山に勝利（五番勝負 西山の0勝1敗）。

- 10月26日、白玲戦七番勝負第6局（浅草対局、当初の第7局）において、挑戦者・福間女流五冠から体調不良による対局辞退の申し出があり不戦敗。七番勝負は西山の4勝2敗となり、西山がタイトル防衛。不戦勝による将棋タイトル戦番勝負の決着は棋士・女流棋士通じて史上初の出来事となった。

- 10月29日、女流王将戦三番勝負第3局（将棋会館）において、当日朝に挑戦者・福間女流五冠から体調不良による対局辞退の申し出があり不戦敗。三番勝負は西山の2勝1敗（うち不戦勝で2勝）となり、西山がタイトル防衛。西山は通算5期獲得によりクイーン称号「クイーン王将」の資格を得た。

- 11月5日、第51期女流名人戦の女流名人リーグで、西山が福間香奈女流名人への挑戦権を獲得した。例年では年明けの1月-3月に実施される五番勝負は、福間が休場中のため日程を延期、休場明けとなる2005年3月-4月に実施することになった。

このほか、西山は出場しないが第32期倉敷藤花戦三番勝負においても二度の日程変更が行われるなど、2024年10月-2025年4月にかけて例年と異なる日程でタイトル戦が行われることになった。また、西山にとっては変則的なタイトル日程のもとで、後述の「棋士編入試験」を2024年9月-2025年1月にかけて行なうことになった。

#### 「棋士編入試験」の受験
| 対局日          | 棋戦   | 対戦相手   | 対戦相手 | 結果/勝-敗 | 結果/勝-敗 |
| --------------- | ------ | ---------- | -------- | ---------- | ---------- |
| 2023年0 1月10日 | 竜王戦 | 岡部怜央   | 四段     | ●          | -          |
| 06月07日        | 棋聖戦 | 木下浩一   | 六段     | ○          | 1-0        |
| 0000同日        | 棋聖戦 | 所司和晴   | 七段     | ○          | 2-0        |
| 07月28日        | 朝日杯 | 堀口一史座 | 七段     | ○          | 3-0        |
| 0000同日        | 朝日杯 | 谷合廣紀   | 四段     | ○          | 4-0        |
| 08月10日        | 青流戦 | 齊藤優希   | 三段     | ○          | 5-0        |
| 0000同日        | 青流戦 | 横山友紀   | 四段     | ●          | 5-1        |
| 09月19日        | 棋聖戦 | 梶浦宏孝   | 七段     | ○          | 6-1        |
| 0000同日        | 棋聖戦 | 三枚堂達也 | 七段     | ●          | 6-2        |
| 09月21日        | 王座戦 | 島朗       | 九段     | ●          | 6-3        |
| 10月04日        | 朝日杯 | 渡辺和史   | 六段     | ○          | 7-3        |
| 0000同日        | 朝日杯 | 佐々木大地 | 七段     | ○          | 8-3        |
| 11月15日        | 銀河戦 | 藤本渚     | 四段     | ●          | 8-4        |
| 12月08日        | 朝日杯 | 佐藤康光   | 九段     | ●          | 8-5        |
| 12月25日        | 竜王戦 | 小山怜央   | 四段     | ●          | 8-6        |
| 2024年0 1月26日 | 棋王戦 | 富岡英作   | 八段     | ○          | 9-6        |
| 03月05日        | 棋王戦 | 谷合廣紀   | 四段     | ●          | 9-7        |
| 05月20日        | NHK杯  | 木村一基   | 九段     | ○          | 10-7       |
| 06月07日        | 棋聖戦 | 石田直裕   | 五段     | ○          | 11-7       |
| 0000同日        | 棋聖戦 | 高橋道雄   | 九段     | ○          | 12-7       |
| 07月04日        | 朝日杯 | 阿部光瑠   | 七段     | ○          | 13-7       |
| 0000同日        | 朝日杯 | 佐々木大地 | 七段     | ●          | -          |

女流タイトルホルダーには公式棋戦（いわゆる「男性棋戦」）への出場機会が設けられており、福間香奈と並んで西山もこれまで複数回の公式棋戦対局を重ねてきた。その中で、福間が2022年度に「棋士編入試験」に挑んだように、西山も棋士編入試験へ迫る機会を2024年度までに二度経験している。
一度目は2023年度、前述の第17回朝日杯将棋オープン戦二次予選進出を果たした時であった。この時点で「いいとこ取り」で公式棋戦成績「8勝3敗」としており、進行中の棋戦「第32期銀河戦」本戦または「第17回朝日杯」二次予選での成績次第では「棋士編入試験」資格を得られる状況（いいとこ取りで「10勝以上」かつ「勝率0.650以上」）に迫っていた。しかし、銀河戦本戦では藤本渚に、朝日杯二次予選1回戦では佐藤康光にいずれも敗れた。また、続く第37期竜王戦6組の初戦で小山怜央にも敗れ、公式棋戦3連敗で公式棋戦成績を「8勝6敗」とし、「10勝以上かつ勝率0.650以上」から遠のいた。
二度目は2024年度、前述の第37期竜王戦の敗退以降である。2024年1月に始まった第50期棋王戦予選を1勝1敗、2024年5月の第96期棋聖戦一次予選では2連勝し、前述の2023年度からの公式棋戦成績を「11勝7敗」とした。また、テレビ棋戦である第74回NHK杯において5月20日の対局で勝利していたことが、6月23日の放送で判明した。ここまで西山は公式棋戦成績を「いいとこどり」で「12勝7敗」とし、「棋士編入試験」資格まで残り1勝に迫った。
2024年7月4日、第18回朝日杯一次予選の阿部光瑠戦でも勝利し、西山は公式棋戦成績を「13勝7敗（勝率0.650）」として「棋士編入試験」資格を得た。女性・女流棋士が棋士編入試験の受験資格を得るのは史上2人目で、2022年に棋士編入試験を受験して不合格となった福間香奈（当時は里見姓）以来2年ぶりのことであった。棋士編入試験への受験申請は任意で、申請締切りは資格獲得から1か月以内であるが、西山は受験する意向を同日に表明した。
棋士編入試験の概要・対局結果
棋士編入試験の対局は、申請を正式受理した月の2か月後となる2024年9月から1か月に1局ずつ、受験者が3勝または3敗するまで最大で全5局を行なう（五番勝負）。試験官は現役棋士の新人5名（棋士番号338-342番）が担当する。持ち時間は、試験官・受験者とも各3時間（ストップウォッチ方式）、第1局でのみ振り駒を行ない、第2局以降は手番の先後を交互に入れ替えて行なわれる。
編入試験第1局は、振り駒により後手番となった西山が、女性受験者として初めて棋士編入試験対局に勝利した。
第2局、第3局で連敗し後がない状況になるも第4局に勝ち、2勝2敗で迎えた制度化以降初の棋士編入試験第5局であったが、この対局に敗れた西山は2勝3敗の試験成績で不合格となった。
| 対局順 / 対局日                       | 対局順 / 対局日   | 試験官 (棋士番号) | 試験官 (棋士番号) | 対局結果/西山手番 | 対局結果/西山手番 | 備考                       | 西山の対戦成績（三段リーグ当時）   |
| ------------------------------------- | ----------------- | ----------------- | ----------------- | ----------------- | ----------------- | -------------------------- | ---------------------------------- |
| 1                                     | 2024年00 09月10日 | 高橋佑二郎 四段   | (342)             | ○勝ち (132手)     | 後手△             | 振り駒 (第2-5局の先後交互) | 対戦なし（リーグ同期：第68回）-000 |
| 2                                     | 10月02日          | ＿山川泰熙 四段   | (341)             | ●負け (104手)     | 先手▲             |                            | 2勝1敗（リーグ同期：第62-68回）    |
| 3                                     | 11月08日          | ＿上野裕寿 四段   | (340)             | ●負け (109手)     | 後手△             | 関西将棋会館               | 1勝0敗（リーグ同期：第64-68回）    |
| 4                                     | 12月17日          | ＿宮嶋健太 四段   | (339)             | ○勝ち (095手)     | 先手▲             | 新・関西将棋会館           | 2勝0敗（リーグ同期：第66-68回）    |
| 5                                     | 2025年00 01月22日 | ＿柵木幹太 四段   | (338)             | ●負け (135手)     | 後手△             | 新・関西将棋会館           | 0勝5敗（リーグ同期：第59-68回）    |
| 西山朋佳 女流三冠 成績2勝3敗 (不合格) |                   |                   |                   |                   |                   |                            |                                    |

#### 2025年度
第18期マイナビ女子オープン五番勝負で福間挑戦者を2勝3敗で、7期連続獲得していた女王のタイトルを失う。さらに女流王位戦では番勝負直前に出場辞退。代わりに挑戦者決定戦で敗れた伊藤沙恵が出場することに。清麗戦も本戦で体調不良で不戦敗。

## 棋風
振り飛車党。ゴキゲン中飛車と三間飛車が得意戦法で、軽いさばき、力強い攻めを特徴とする。
序中盤で不利になっても、終盤力で逆転勝ちする「怪力」で知られる。観戦記者の津野章二は、女性とはとても思えない豪快な将棋を指す、と評する。
鈴木大介によると、「強かった頃の鈴木大介に似ている」と将棋界で評されている。
女流棋戦では持ち時間をほとんど使わない傾向であったが、2017年度に行われた第11期マイナビ女子オープン本戦（西山は本戦シード）では、持ち時間をきっちり使う傾向に変化した。また、主にネット将棋の実戦を重ねることで腕を磨いていた西山は、初タイトル「女王」を獲得する前年の2017年から男性棋士と研究会を行うようになり、練習対局の後の感想戦で男性棋士から様々な指摘を受けることで、将棋観が変わったという。

### 棋士から称賛された妙手「△4五同桂」
| 9  | 8  | 7  | 6  | 5  | 4  | 3  | 2  | 1  |    |
| 香 | 桂 |    | 金 |    |    |    |    | 香 | 一 |
|    | 王 | 銀 |    |    |    |    | 飛 |    | 二 |
|    | 歩 | 歩 | 歩 | 歩 | 金 |    | 歩 | 歩 | 三 |
| 歩 |    |    |    |    |    | 歩 |    |    | 四 |
|    |    |    | 銀 |    | 桂 |    |    |    | 五 |
| 歩 |    | 歩 |    |    | 歩 | 歩 |    |    | 六 |
|    | 歩 | 角 | 歩 | 歩 | 銀 |    |    | 歩 | 七 |
|    | 銀 | 玉 |    | 金 |    |    | 飛 |    | 八 |
| 香 | 桂 |    | 金 |    |    |    |    | 香 | 九 |

初タイトル「女王」を獲得した第11期マイナビ女子オープン五番勝負の第2局（2018年4月25日、於 山梨県甲府市 常磐ホテル。西山が勝利）で西山が指した、加藤桃子女王に飛車をタダで取らせると同時に馬を作らせる一手「△4五同桂」（36手目）は将棋界に衝撃を与えた。田名後健吾（『将棋世界』編集長）は「誰もが考えもしない強手」と記した。
大崎善生（元・『将棋世界』編集長）は「常識を覆す一手」と絶賛し、棋士たちの評を下記のように伝える。

## 人物
- 2014年、大阪学芸高等学校を卒業[3]、同年より慶應義塾大学環境情報学部に進学・上京[8][9]。大学2年時の2015年9月から休学していた[17][9]が、「三段リーグで次点になった期（編注：第66回奨励会三段リーグ、2019年10月-2020年3月）は大学もやめていた」と後日の『将棋世界』対談記事（2024年3月号「師弟」）で明かしている[4]。
- 室谷由紀（西山より3学年上）は同じ大阪狭山市の出身であり[66]、子供の頃は同じ将棋教室「若駒会」に通っており[66][67][68]、それ以来の親しい仲[69]。室谷によると、二人が通っていた将棋教室の師範は、西山の棋才を高く評価していたとのこと[66]。なお2人はともに大阪狭山市特命大使を務めている[70]。

## 昇段履歴

### 奨励会
- 2009年11月08日 - 関西研修会 入会（B1クラス）[13]
- 2010年03月07日 - 関西奨励会 入会（6級）[1][14]
- 2014年01月25日 - 初段[16]
- 2014年09月21日 - 二段[14]
- 2015年12月05日 - 三段[17]（第59回奨励会三段リーグ＜2016年度前期＞からリーグ参加、第68回まで）
- 2021年04月01日 - 関西奨励会 退会（三段）[71]

### 女流棋士
昇段規定は、将棋の段級 を参照。
- 2021年04月01日 - 女流三段（奨励会規定[注釈 3]）[43]
- 2022年06月13日 - 女流四段（女流棋士転向後タイトル3期 = 第15期女王防衛）
- 2023年10月17日 - 女流五段（女流棋士転向後タイトル7期 = 第45期女流王将戦防衛）

## 主な成績

### 獲得タイトル
色付き は現在在位。詳細は#年表を参照。
他の女流棋士との比較は、棋戦 (将棋)#女流タイトル 、および、将棋の女流タイトル在位者一覧 を参照。
| タイトル | 番勝負           | 獲得年度              | 登場 | 獲得期数        | 連覇              | クイーン称号 |
| 白玲 | 七番勝負 9-11月  | 2021 / 2023-2024      | 4回  | 3期 （歴代1位） | 2連覇 （歴代1位） |              |
| 清麗 | 五番勝負 8-9月   | -                     | 1回  | -               | -                 |              |
| 女王 | 五番勝負 4-5月   | 2018-2024             | 8回  | 7期 （歴代1位） | 7連覇 （歴代1位） | 永世女王     |
| 女流王座 | 五番勝負 10-12月 | 2019-2020             | 5回  | 2期             | 2連覇             |              |
| 女流名人 | 五番勝負 1-2月   | 2022                  | 3回  | 1期             | -                 |              |
| 女流王位 | 五番勝負 4-6月   | -                     | 1回  | -               | -                 |              |
| 女流王将 | 三番勝負 10月    | 2019-2020 / 2022-2024 | 6回  | 5期             | 3連覇             | クイーン王将 |
| 倉敷藤花 | 三番勝負 11月    | -                     | 2回  | -               | -                 |              |
| 獲得合計18期=歴代4位 / 登場回数 合計30回 （第18期マイナビ女子オープン〈2025年度〉終了まで / 番勝負終了前は除く） |                  |                       |      |                 |                   |              |

| 01位 | 0 福間香奈*0 | 64期 | (80回) |
| 02位 | 0 清水市代*0 | 43期 | (71回) |
| 03位 | 0 中井広恵*0 | 19期 | (44回) |
| 04位 | 0 西山朋佳*0 | 18期 | (30回) |
| 05位 | 0 林葉直子00 | 15期 | (23回) |
|      | 0            |      |        |

| 6位  | 0 加藤桃子*   | 09期 | (23回) |
| 7位  | 0 甲斐智美    | 07期 | (14回) |
|      | 0 蛸島彰子    | 07期 | (11回) |
| 9位  | 0 矢内理絵子* | 06期 | (18回) |
| 10位 | 0 斎田晴子*   | 04期 | (12回) |
|      | 0 山下カズ子  | 04期 | (6回)  |

| 01位 | 0 福間香奈*0 | 64期 | (80回) |
| 02位 | 0 清水市代*0 | 43期 | (71回) |
| 03位 | 0 中井広恵*0 | 19期 | (44回) |
| 04位 | 0 西山朋佳*0 | 18期 | (30回) |
| 05位 | 0 林葉直子00 | 15期 | (23回) |
|      | 0            |      |        |

| 6位  | 0 加藤桃子*   | 09期 | (23回) |
| 7位  | 0 甲斐智美    | 07期 | (14回) |
|      | 0 蛸島彰子    | 07期 | (11回) |
| 9位  | 0 矢内理絵子* | 06期 | (18回) |
| 10位 | 0 斎田晴子*   | 04期 | (12回) |
|      | 0 山下カズ子  | 04期 | (6回)  |

### 将棋大賞
- 第47回（2019年度） 女流名局賞（里見香奈と対局した第9期女流王座戦第4局）
- 第48回（2020年度） 女流名局賞（里見香奈と対局した第10期リコー杯女流王座戦第5局）
- 第49回（2021年度） 優秀女流棋士賞
- 第50回（2022年度） 優秀女流棋士賞、女流最多対局賞[注釈 4]
- 第51回（2023年度） 優秀女流棋士賞、女流名局賞（里見香奈と対局したヒューリック杯第3期白玲戦第2局）
- 第52回（2024年度） 優秀女流棋士賞、女流名局賞（福間香奈と対局したヒューリック杯第4期白玲戦第1局）

### 在籍クラス
| 2021 | 1 | (「順位決定トーナメント戦決勝進出)」 | (「順位決定トーナメント戦決勝進出)」 | (「順位決定トーナメント戦決勝進出)」 | (「順位決定トーナメント戦決勝進出)」 | (「順位決定トーナメント戦決勝進出)」 |     |
| 2022 | 2 | 白玲                                 |                                      |                                      |                                      |                                      | --  |
| 2023 | 3 |                                      | A01                                  |                                      |                                      |                                      | 8-1 |
| 2024 | 4 | 白玲                                 |                                      |                                      |                                      |                                      | --  |
| 2025 | 5 | 白玲                                 |                                      |                                      |                                      |                                      | --  |
| 女流順位戦の 枠表記 は挑戦者。右欄の数字は勝-敗(番勝負/PO含まず)。 順位戦の右数字はクラス内順位 ( x当期降級点 / *累積降級点 / +降級点消去 ) |   |                                      |                                      |                                      |                                      |                                      |     |

### 年度別成績
| 年度             | 対局数 | 勝数 | 負数 | 勝率   | (出典) | 通算成績 | 通算成績 | 通算成績 | 通算成績 | 通算成績 |
| ---------------- | ------ | ---- | ---- | ------ | ------ | -------- | -------- | -------- | -------- | -------- |
| 2021年度         | 38     | 30   | 8    | 0.7894 | [ 72 ] | 対局数   | 勝数     | 負数     | 勝率     | (出典)   |
| 2022年度         | 65     | 46   | 19   | 0.7076 | [ 73 ] | 103      | 76       | 27       | 0.7378   | [ 74 ]   |
| 2023年度         | 51     | 38   | 13   | 0.7450 | [ 75 ] | 154      | 114      | 40       | 0.7402   | [ 76 ]   |
| 2024年度         | 50     | 40   | 10   | 0.8000 | [ 77 ] | 204      | 154      | 50       | 0.7549   | [ 78 ]   |
| 2021-2024 (小計) | 204    | 154  | 50   | 0.7549 | [ 78 ] |          |          |          |          |          |
| 通算             | 204    | 154  | 50   | 0.7549 | [ 78 ] |          |          |          |          |          |
| 2024年度まで     |        |      |      |        |        |          |          |          |          |          |

| 2016年度                      | 1                             | 0                             | 1                             | 0.0000                        | [ 79 ]                        |                         |                         |                         |                         |                         |
| 2017年度                      | 1                             | 1                             | 0                             | 1.0000                        | [ 80 ]                        |                         |                         |                         |                         |                         |
| 2018年度                      | 4                             | 0                             | 4                             | 0.0000                        | [ 81 ]                        |                         |                         |                         |                         |                         |
| 2019年度                      | 8                             | 5                             | 3                             | 0.6250                        | [ 82 ]                        |                         |                         |                         |                         |                         |
| 2020年度                      | 21                            | 12                            | 9                             | 0.5714                        | [ 83 ]                        |                         |                         |                         |                         |                         |
| 2016-2020 (小計)              | 35                            | 18                            | 17                            |                               |                               |                         |                         |                         |                         |                         |
| 女流棋士転向後 (2021年度以降) | 女流棋士転向後 (2021年度以降) | 女流棋士転向後 (2021年度以降) | 女流棋士転向後 (2021年度以降) | 女流棋士転向後 (2021年度以降) | 女流棋士転向後 (2021年度以降) | 通算成績 (2021年度以降) | 通算成績 (2021年度以降) | 通算成績 (2021年度以降) | 通算成績 (2021年度以降) | 通算成績 (2021年度以降) |
| 年度                          | 対局数                        | 勝数                          | 負数                          | 勝率                          | (出典)                        | 対局数                  | 勝数                    | 負数                    | 勝率                    | (出典)                  |
| 2021年度                      | 15                            | 8                             | 7                             | 0.5333                        | [ 84 ]                        | 15                      | 8                       | 7                       | 0.5333                  | [ 85 ]                  |
| 2022年度                      | 10                            | 2                             | 8                             | 0.2000                        | [ 86 ]                        | 25                      | 10                      | 15                      | 0.4000                  | [ 74 ]                  |
| 2023年度                      | 16                            | 9                             | 7                             | 0.5625                        | [ 87 ]                        | 41                      | 19                      | 22                      | 0.4634                  | [ 76 ]                  |
| 2024年度                      | 15                            | 8                             | 7                             | 0.5333                        | [ 88 ]                        | 56                      | 27                      | 29                      | 0.4821                  | [ 78 ]                  |
| 2021-2024 (小計)              | 56                            | 27                            | 29                            | 0.4821                        | [ 78 ]                        |                         |                         |                         |                         |                         |
| 2016-2024 通算                | 91                            | 45                            | 46                            | 0.4945                        |                               |                         |                         |                         |                         |                         |
| 2024年度まで                  |                               |                               |                               |                               |                               |                         |                         |                         |                         |                         |

## 年表
| - タイトル戦の欄の氏名は対戦相手（挑：防衛戦での挑戦者）。 色付き のマス目は獲得（奪取または防衛）。 0Q のマス目はクイーン称号獲得。 0L はタイトル戦敗退(失冠)、 氏名の下は左から順に、o : 西山の勝ち / x : 西山の負け - － は棋戦創設前。 ※ は棋戦不参加。 - 将棋大賞は、最女 : 最優秀女流棋士賞、優女 : 優秀女流棋士賞、女棋 : 女流棋士賞、 名特 : 名局賞特別賞、女名 : 女流名局賞、女対 : 女流最多対局賞 |

| 年度 | タイトル | タイトル                        | タイトル         | タイトル                 | タイトル              | タイトル      | タイトル                    | タイトル                 | その他 優勝 | 将棋 大賞 | 備考                                                                  |
| 年度 | 女王 4-5月 | 女流王位 4-6月                  | 清麗 8-9月       | 白玲 9-11月              | 女流王将 10月         | 倉敷藤花 11月 | 女流王座 10-12月            | 女流名人 1-2月           | その他 優勝 | 将棋 大賞 | 備考                                                                  |
| 2010 | <第3期> ※ | <第21期> ※                      | －               | －                       | <第32期> ※            | <第18期> ※    | －                          | <第37期> ※               |             |           | ・関西奨励会入会                                                      |
| 2011 | ※ | ※                               | －               | －                       | ※                     | ※             | <第1期> ※                   | ※                        |             |           |                                                                       |
| 2012 | | ※                               | －               | －                       | ※                     | ※             |                             | ※                        |             |           |                                                                       |
| 2013 | | ※                               | －               | －                       | ※                     | ※             |                             | ※                        |             |           | ・奨励会初段昇段                                                      |
| 2014 | | ※                               | －               | －                       | ※                     | ※             | L加藤桃子 xxx               | ※                        |             |           | ・奨励会二段昇段                                                      |
| 2015 | | ※                               | －               | －                       | ※                     | ※             |                             | ※                        |             |           | ・奨励会三段昇段                                                      |
| 2016 | | ※                               | －               | －                       | ※                     | ※             |                             | ※                        |             |           |                                                                       |
| 2017 | | ※                               | －               | －                       | ※                     | ※             |                             | ※                        |             |           |                                                                       |
| 2018 | 加藤桃子 xooo                                                                                                 | ※                               | －               | －                       | ※                     | ※             |                             | ※                        |             |           | ・初タイトル                                                          |
| 2019 | 挑/里見香奈 ooxo                                                                                              | ※                               | <第1期> ※        | －                       | 里見香奈 oxo          | ※             | 里見香奈 oxoo               | ※                        |             | 女名      | ・女流タイトル三冠 ・三段リーグ3位 （次点、14勝4敗）                  |
| 2020 | 挑/加藤桃子 xoxoo                                                                                             | ※                               | ※                | －                       | 挑/室谷由紀 oxo       | ※             | 挑/里見香奈 oxxoo           | ※                        |             | 女名      |                                                                       |
| 2021 | 挑/伊藤沙恵 xooxo                                                                                             | ※                               | ※                | <第1期> 渡部愛 oooo      | L挑/里見香奈 xox      | ※             | L挑/里見香奈 xxx            | ※                        |             | 優女      | ・奨励会退会 ・女流棋士に転向 （女流三段） ・女流タイトル四冠(19日間) |
| 2022 | 永世挑/里見香奈 xoxoo                                                                                         | L里見香奈 oxxx                  |                  | L挑/里見香奈 xxooxox     | 里見香奈 oxo          | L里見香奈 xx  |                             | 伊藤沙恵 ooxo            |             | 優女 女対 | ・永世女王 ・女流四段 昇段                                            |
| 2023 | 挑/甲斐智美 ooo                                                                                               |                                 | L里見香奈 xoxx   | 里見香奈 xoooxxo         | 挑/香川愛生 oo        | L里見香奈 xx  |                             | L挑/福間香奈 xxox        |             | 優女 女名 | ・女流五段 昇段 ・女流タイトル四冠(120日間、2度目)                    |
| 2024 | 挑/大島綾華 ooo                                                                                               |                                 |                  | 挑/福間香奈 oxxooo       | Q挑/福間香奈 xoo      |               | 10月-翌3月開催L福間香奈 xxx | 3-4月開催L福間香奈 xxoox |             | 優女 女名 | ・クイーン王将(永世2冠) ・棋士編入試験不合格 (2勝3敗、9月-翌1月実施)  |
| 2025 | L(第18期) 挑/福間香奈 oxoxx                                                                                   | (第36期) (挑戦権獲得) →出場辞退 | (第7期) 本戦敗退 | (第5期) 七番勝負 ------- | (第47期) 三番勝負 --- | (第33期) 敗退 | (第15期) 本戦               | (第52期) 女流名人 リーグ |             |           |                                                                       |
| 年度 | 女王 4-5月 | 女流王位 4-6月                  | 清麗 8-9月       | 白玲 9-11月              | 女流王将 10月         | 倉敷藤花 11月 | 女流王座 10-12月            | 女流名人 1-2月           | その他 優勝 | 将棋 大賞 | 備考                                                                  |
| 合計 | 登場8回 獲得7期                                                                                               | 登場1回 0                       | 登場1回 0        | 登場4回 獲得3期          | 登場6回 獲得5期       | 登場2回 0     | 登場5回 獲得2期             | 登場3回 獲得1期          |             |           |                                                                       |
| 合計 | 永世女王 (2022)                                                                                               |                                 |                  |                          | クイーン王将 (2024)   |               |                             |                          |             |           |                                                                       |
| 合計 | タイトル戦登場30回、獲得合計18期（歴代4位）/ 第18期マイナビ女子オープン(2025年度)終了まで(番勝負終了前を除く) |                                 |                  |                          |                       |               |                             |                          |             |           |                                                                       |

## 著書
- 実戦で学ぶ 振り飛車の勝ち方 マイナビ将棋BOOKS 2022年8月16日発売 ISBN 978-4839978068